# Bréau-et-Salagosse
Bréau-et-Salagosse este o comună în departamentul Gard din sudul Franței. În 2009 avea o populație de 429 de locuitori.

## Evoluția populației
| An        | 1975 | 1982 | 1990 | 1999 | 2006 | 2009 |
| --------- | ---- | ---- | ---- | ---- | ---- | ---- |
| Populație | 271  | 266  | 320  | 354  | 458  | 429  |